# 萌源村水尾民俗建筑群
萌源村水尾民俗建筑群，是位于中国福建省宁德市周宁县浦源镇萌源村的一批清代古建筑群，由萧氏宗祠、林公宫和陈圣母庙构成，2012年入选周宁县第三批文物保护单位。

## 萧氏宗祠
萧氏宗祠始建于明朝永乐九年（1411年），清朝顺治十六年（1659年）在原址重建，光绪十六年（1896年）重修，建筑坐西朝东，占地782.6平方米，宽15.9米，深38.3米，有过厅、寝堂、戏台和厢廊等结构，过厅面阔五间、进深五柱，寝堂面阔三间、进深六柱，内设有神龛，奉祀汉朝名相萧何，萌源肇基始祖丙二公和他的夫人柴氏、胡氏，以及萌源拓居者薛显圣王；戏台上方饰有绘有彩色图案的八角藻井。

## 林公宫
林公宫坐落于萧氏宗祠北侧，始建于清朝同治九年（1870年），建筑坐西朝东，占地504平方米，有戏台、天井和大殿等结构，戏台上方饰有绘有彩色图案的八角藻井，天井两侧建有双层厢廊，大殿为穿斗式土木结构悬山顶式建筑，面阔三间、进深六柱，西侧设有奉祀林公忠平王的神龛，其上悬挂同治八年（1869年）的“泽布寰宇”匾额。

## 陈圣母庙
陈圣母庙坐落于林公宫北侧，始建于清朝道光年间，建筑坐西朝东，占地461平方米，有戏台、天井和大殿等结构，戏台上方饰有绘有彩色图案的八角藻井，天井两侧建有双层厢廊，大殿为穿斗式土木结构，三重歇山顶，面阔三间、进深六柱，西侧设有奉祀陈圣母的神龛，南北则置有三十六宫婆神和四十八殿婆姐的泥塑。